# .bj
.bj is het topleveldomein voor Benin. .bj-domeinnamen worden uitgegeven door Office of Stations and Telecommunications of Benin, dat verantwoordelijk is voor het topleveldomein 'bj'.
Volgende domeinnamen zijn niet toegestaan:
- Een domeinnaam bestaande uit één teken of karakter;
- Een domeinnaam bestaande uit twee letters;
- Een domeinnaam die begint of eindigt met een “-”
- Een domeinnaam langer dan 255 tekens of karakters (63 in de praktijk)